# Deutsches Wörterbuch
Il Deutsches Wörterbuch (DWB)  o anche Der Grimm è il più grande vocabolario tedesco, composto da un totale di 33 volumi.
Fu iniziato dai Fratelli Grimm e finito solo 120 anni più tardi, nel 1960.

## Funzioni e storia della stesura
La prima stesura del Deutsches Wörterbuch fu la più ambiziosa opera linguistica dei fratelli filologi tedeschi, Jacob e Wilhelm Grimm.
Si tratta di un vocabolario documentale che permette di chiarire e conoscere a fondo l'origine di ogni parola della lingua tedesca e il suo uso.
L'obiettivo del DWB, così come lo immaginavano i due fratelli, doveva aiutare tutti i parlanti di lingua tedesca nell'accertamento dell'origine di un certo vocabolo, dal momento che all'epoca non esisteva un solo stato tedesco bensì un'infinità di piccoli stati.

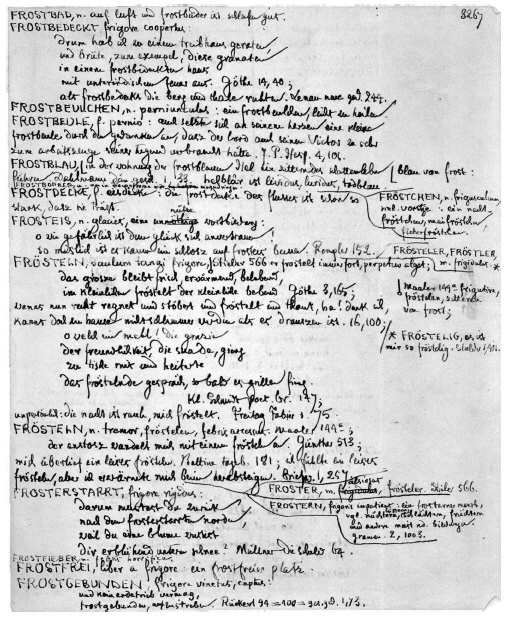
Manoscritto di Jacob Grimm (Biblioteca universitaria di Gießen, lascito di Karl Weigand)